# Sylvanus Olympio
Sylvanus Olympio (Lomé, 6 settembre 1902 – Lomé, 13 gennaio 1963) è stato un politico togolese.

## Biografia
Olympio fu Primo ministro del Territorio Francese del Togo dal 1958 al 1960 e successivamente Primo ministro del Togo indipendente fino 1961. Con l'indipendenza del Togo, nel 1960, fu eletto Presidente, sconfiggendo il suo diretto avversario Nicolas Grunitzky. In seguito alla vittoria di Olympio, alcuni suoi oppositori politici furono imprigionati, esiliati, o perseguitati dalla milizia del presidente, nota come ablode sodja. Vennero inoltre banditi tutti i partiti politici eccetto quello del presidente.
La politica presidenziale di Olympio fu apertamente filo-occidentale. Furono mantenuti anche buoni rapporti con gli altri stati africani, con l'eccezione del Ghana, guidato da Kwame Nkrumah.
Nel 1963, il governo di Olympio fu rovesciato da un colpo di Stato organizzato da un veterano dell'esercito francese coloniale, Gnassingbé Eyadéma. Olympio venne ucciso, ed Eyadéma sostenne di essere stato lui stesso a sparare il colpo decisivo. In generale, la popolazione del Togo non mostrò ostilità nei confronti dei militari insorti.
Gilchrist Olympio, figlio di Sylvanus, è oggi il principale leader dell'opposizione.